# Jaja na oko
Jaja na oko je kuvano jelo koje se obično pravi od svežih kokošjih jaja, koja su ispečena cela sa minimalnim dodacima. Ovo jelo se tradicionalno jede za doručak.

## Priprema jela
Jaje se stavi u prethodno zagrejan tiganj. Tiganj se dalje zagreva uz poljuljivanje. Jaja se polako ulupaju, da bi dobila željeni oblik. Dodaje se so i sačeka se da se ipeče po želji.

## Zdravlje
Ovoj jelo je izgubilo na popularnost u SAD-u zbog bojazni od trovanja salmonelom. Neki restorani su dodali upozorenja na njihove jelovnike, kojim se gosti upozoravaju na opasnost konzumiranja nepotpuno nekuvanih jaja, ili jednostavno ne serviraju ovo jelo. U nekim delovima SAD-a, kao što je Mičigen, takovo upozorenje je mandatorno u svim restoranima koji serviraju jaja.
Međutim, ovaj stil pripreme je još uvek veoma popularan u mnogim zemljama, npr. u Velikoj Britaniji. U toj zemlji se dodeljuje nagrada proizvođačima jaja, za dobijanje koje jedan od kriterijuma je da su kokoške vakcinisane protiv salmonele.